# Abronia micrantha
Abronia micrantha är en underblomsväxtart som beskrevs av John Torrey. Abronia micrantha ingår i släktet Abronia och familjen underblomsväxter. Inga underarter finns listade i Catalogue of Life.